# The Golden Path
The Golden Path is een nummer van The Chemical Brothers, uitgebracht op 15 september 2003 door het platenlabel Virgin. Het nummer behaalde de 17e positie in de UK Singles Chart.